# Gaston Reiff
Gaston Reiff (Bélgica, 24 de febrero de 1921-6 de mayo de 1992) fue un atleta belga, especialista en la prueba de 5000 m en la que llegó a ser campeón olímpico en 1948.

## Carrera deportiva
En los JJ. OO. de Londres 1948 ganó la medalla de oro en los 5000 metros, corriéndolos en un tiempo de 14:17.6 segundos, llegando a meta por delante del checoslovaco Emil Zátopek (plata) y del neerlandés Wim Slijkhuis (bronce).